# First Kitchen
First Kitchen (ファーストキッチン Fāsuto Kitchin) là chuỗi nhà hàng thức ăn nhanh Nhật Bản do First Kitchen Co., Ltd., công ty con thuộc sở hữu hoàn toàn của hãng Wendy's International điều hành. Trước tháng 6 năm 2016, chuỗi này là công ty con của Suntory Holdings.

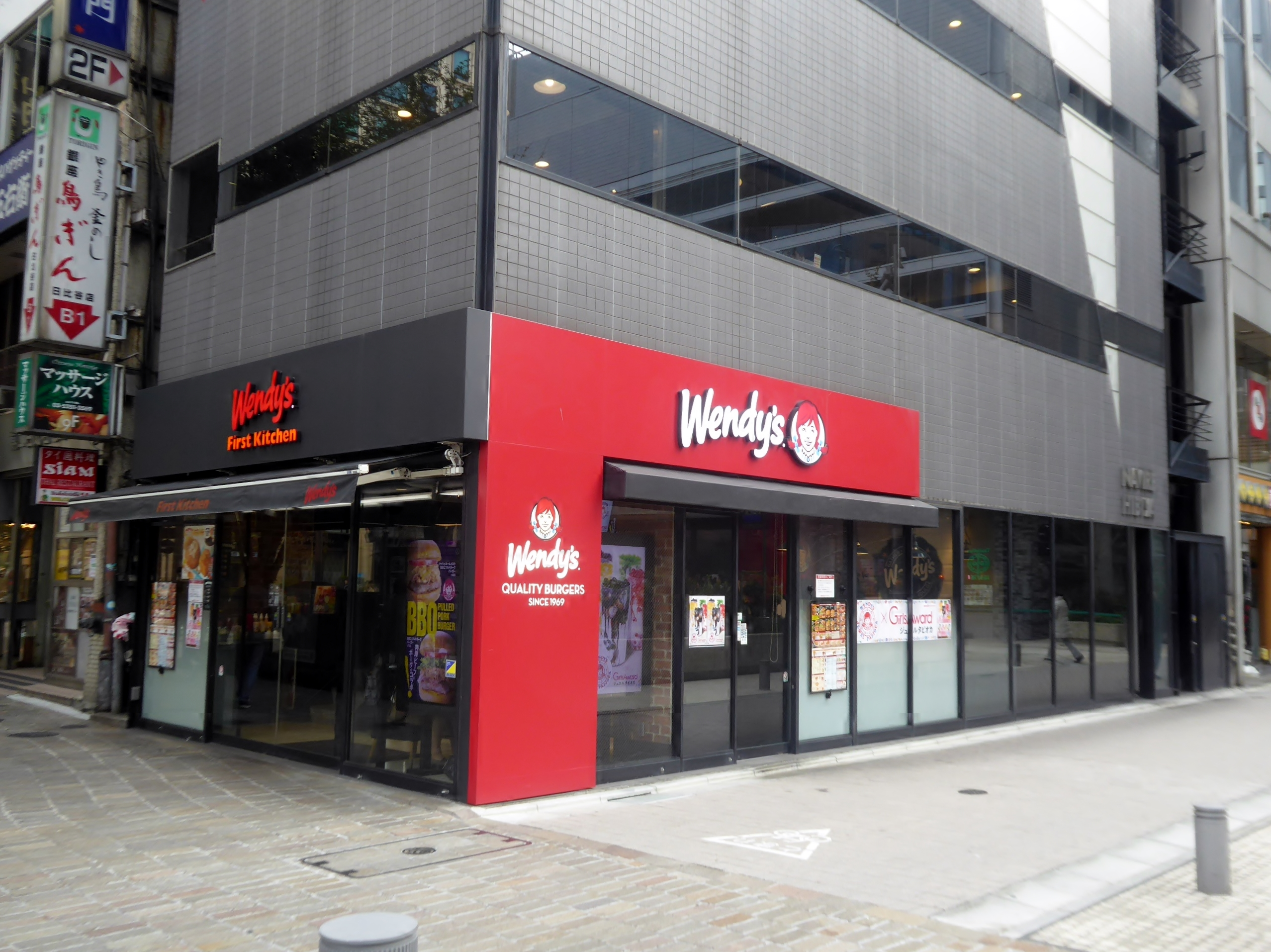
Cửa hàng Wendy's First Kitchen Hibiya Chanter-mae ở Tokyo

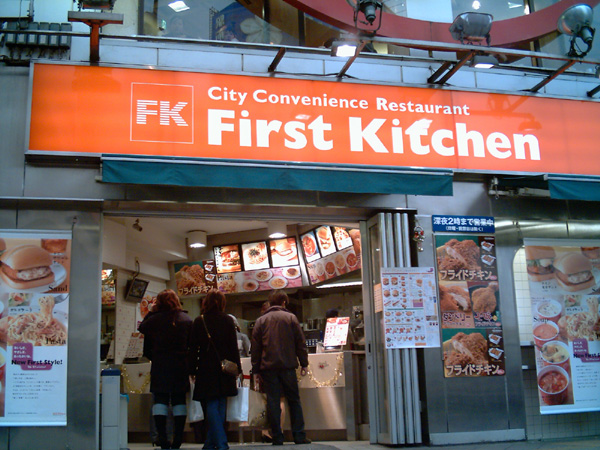
First Kitchen ở Tokyo

Cửa hàng đầu tiên khai trương tại Ikebukuro, Tokyo vào tháng 9 năm 1977. Hiện tại, các cửa hàng First Kitchen hoạt động ở 14 quận tại các vùng Kantō, Chūbu và Kinki. Trong số 136 cửa hàng, khoảng 100 cửa hàng tồn tại ở Kantō kể từ ngày 1 tháng 6 năm 2016. Wendy's Japan đã mua lại chuỗi này từ Suntory Holdings vào ngày 1 tháng 6 năm 2016 và hiện đang hoạt động dưới tên Wendy's First Kitchen do việc mua lại.
Chủ tịch và Giám đốc điều hành hiện nay là Hiroshi Kato.

## Thực đơn
Thực đơn chủ yếu kể từ khi thành lập là món Burger Trứng Thịt Xông Khói. Dù ban đầu là một nhà hàng hamburger, nhưng công ty đã bắt đầu mở rộng thực đơn của mình vào năm 1996 nhằm tạo nên sự khác biệt so với các đối thủ cạnh tranh. Hiện tại, nhà hàng còn phục vụ món pizza, mì ống và gà rán. Nhà hàng này còn nổi tiếng với món khoai tây chiên mang hương vị kiểu Pháp gọi là "Flavor Potato".

## Vấn đề viết tắt
Thông thường, nhà hàng thường được viết tắt là Fakkin (ファッキン). Tuy nhiên, công ty không sử dụng chữ viết tắt này cũng như không chấp thuận việc sử dụng nó vì nó giống với cách phát âm của "fucking", một từ thô tục trong tiếng Anh; thay vào đó chọn nhấn mạnh từ viết tắt FK (エフケイ Efukei). Năm 2005, nhà hàng bèn cho ra mắt logo mới được thiết kế lại nhằm nhấn mạnh hai chữ cái "FK".